# Prix littéraires 1947
Liste des prix littéraires décernés au cours de l'année 1947 :

## Prix internationaux
- Prix Nobel de littérature : André Gide  France[1]

## Allemagne
- Prix Georg-Büchner : Anna Seghers (1900-1983)[2]

## Belgique
- Prix Victor-Rossel : Maurice Carême pour Contes pour Caprine[3]

## Canada
- Prix littéraires du Gouverneur général 1947 :
  - Romans et nouvelles de langue anglaise : Gabrielle Roy pour The Tin Flute.
  - Poésie ou théâtre de langue anglaise : Dorothy Livesay pour Poems for People.
  - Études et essais de langue anglaise : William Sclater, Haida et R. MacGregor Dawson pour The Government of Canada.

## Chili
- Prix national de littérature : Samuel Lillo (es) (1913-1999), poète et romancier ;

## Espagne
- Prix Nadal : Miguel Delibes, pour La sombra del ciprés es alargada
- Prix national de littérature narrative : Vicente Escrivá (1913-1999), pour Jornadas de Miguel de Cervantes
- Prix national de poésie : Prix non décerné
- Prix Adonáis de poésie : José Hierro, pour Alegría

## États-Unis
- Prix Pulitzer :
  - Catégorie « Fiction » :
  - Catégorie « Biographie et Autobiographie » :
  - Catégorie « Histoire » :
  - Catégorie « Poésie » :
  - Catégorie « Théâtre » :

## Finlande
- Prix Aleksis-Kivi : Mika Waltari
- Prix Kalevi-Jäntti : Aila Meriluoto pour Lasimaalaus
- Prix national de littérature : Rabbe Enckell pour Andedräkt av koppar, Aila Meriluoto pour Lasimaalaus
- Prix littéraire de la ville de Tampere : Lauri Viita pour Betonimylläri
- Prix Tollander : Olav Ahlbäck

## France
- Prix Goncourt : Jean-Louis Curtis pour  Les Forêts de la nuit (Julliard)[4]
- Prix Renaudot : Jean Cayrol pour Je vivrai l'amour des autres (Seuil)
- Prix Femina : Gabrielle Roy pour Bonheur d'occasion (Flammarion)
- Prix Interallié : Pierre Daninos pour Les Carnets du Bon Dieu (La Jeune Parque)
- Grand prix du roman de l'Académie française : Philippe Hériat pour Famille Boussardel (Gallimard)
- Prix des Deux Magots : Paule Malardot pour L'Amour aux deux visages (SPLE)
- Prix du Quai des Orfèvres : Jean Le Hallier, pour Un certain monsieur...
- Prix du roman populiste : Prix non décerné

## Italie
- Prix Strega : Ennio Flaiano pour Tempo di uccidere (it) (Longanesi)
- Prix Bagutta : Dario Ortolani (it), Il sole bianco, (Garzanti)
- Prix Viareggio : Antonio Gramsci, Lettere dal carcere

## Royaume-Uni
- Prix James Tait Black :
  - Fiction : L. P. Hartley pour Eustace and Hilda
  - Biographie : Charles E. Raven pour English Naturalists from Neckham to Ray
- Prix John-Llewellyn-Rhys : Moondrop to Gascony d’Anne-Marie Walters
- Médaille Carnegie : Walter de la Mare pour Collected Stories for Children (Faber)
- Prix Rose-Mary-Crawshay : M. H. Nicolson pour Newton Demands the Muse: Newton's "Opticks" and the Eighteenth Century Poets.
- Prix Somerset-Maugham : A. L. Barker pour Innocents